# Конобеев, Юрий Васильевич

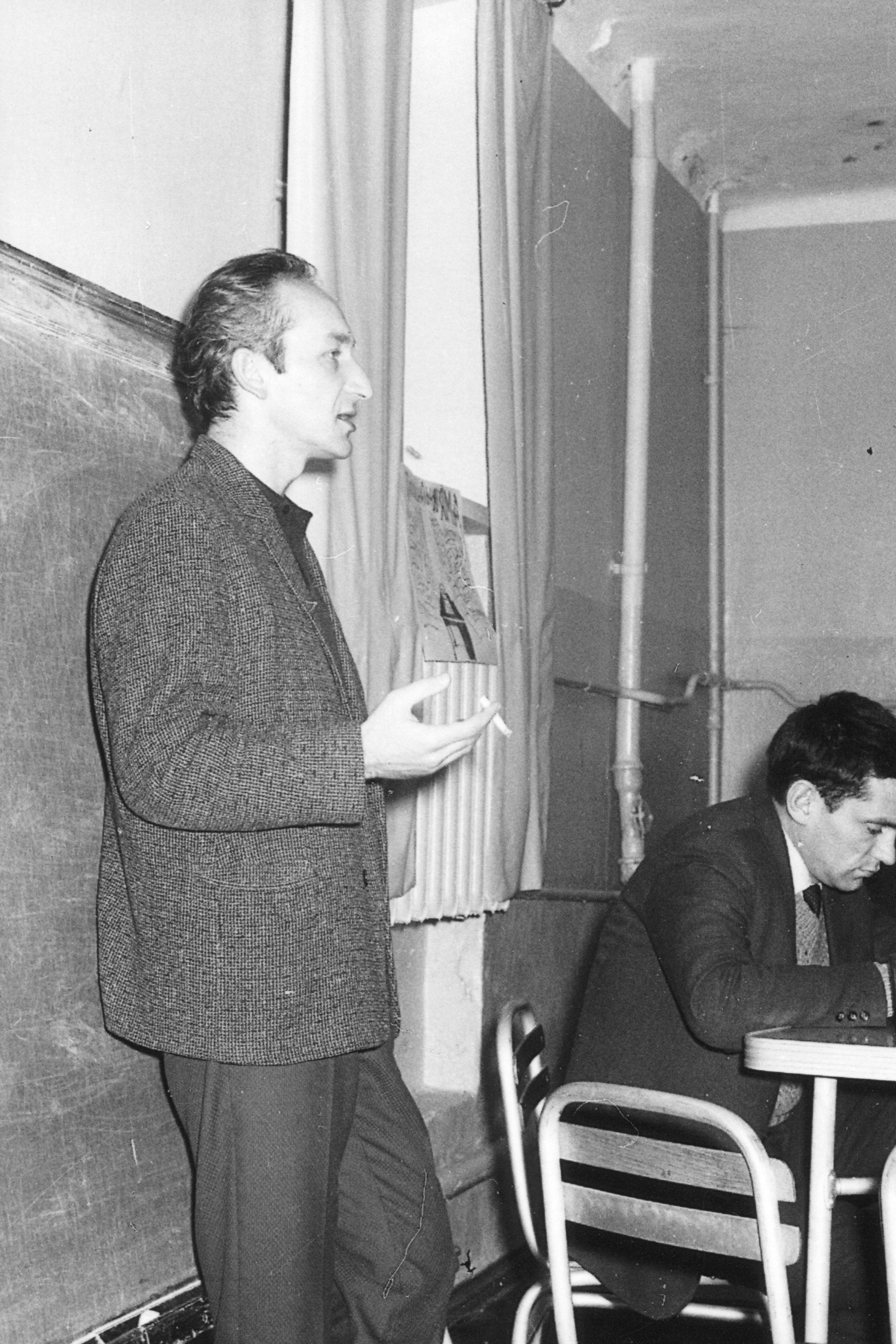
Юрий Конобеев и Валерий Павлинчук (справа) в 1965 году

Ю́рий Васи́льевич Конобе́ев (1 августа 1934, Астрахань, Сталинградский край — 17 декабря 2023, Обнинск, Калужская область) — советский и российский физик, материаловед. Доктор физико-математических наук, профессор. Главный научный сотрудник Физико-энергетического института, профессор кафедры материаловедения Обнинского института атомной энергетики. Заслуженный деятель науки и техники России (1995).

## Биография
Юрий Конобеев родился 1 августа 1934 года в семье служащих М. И. Фроловой (1910—2002) и В. И. Конобеева (1908—1954). Отец, Василий Иванович, скрывая свое дворянское происхождение, изменил буквы «а» в своей настоящей фамилии «Канабеев».
Окончил в 1952 году среднюю школу № 4 в г. Новгороде с серебряной медалью. Поступил на первый курс Московского механического института (позднее Московский инженерно-физический институт), который окончил в 1958 году с отличием по специальности «теоретическая ядерная физика». Был направлен на работу в Лабораторию «В», преобразованную позже в Физико-энергетический институт (ФЭИ). В 1962 году окончил заочную аспирантуру при ФЭИ.
Кандидатский минимум сдавал Льву Ландау.
В 1962 году в Физическом институте имени П. Н. Лебедева АН СССР защитил кандидатскую диссертацию (кандидат физико-математических наук) на тему «К теории миграции энергии электронного возбуждения в молекулярных кристаллах» по специальности «теоретическая и математическая физика». Руководителем диссертации был Владимир Моисеевич Агранович, заведующий теоретической лаборатории.
В 1967 году присвоено учёное звание старшего научного сотрудника по специальности «физика твёрдого тела».
В 1972 году в Институте физики АН УССР защитил докторскую диссертацию (доктор физико-математических наук) на тему «Исследования по теории миграции энергии электронного возбуждения в молекулярных кристаллах» по специальности 01.041 — теоретическая и математическая физика.
В 1977 году присвоено учёное звание профессора по кафедре общей и специальной физики.
Являлся главным научным сотрудником Физико-энергетического института (ФЭИ), членом Научно-технического совета ФЭИ, профессором кафедры материаловедения Обнинского института атомной энергетики.
Входил в Научный совет Российской академии наук по радиационной физике твёрдого тела.
Один из четырёх составителей сборников околонаучного юмора «Физики шутят» (1966) и «Физики продолжают шутить» (1968) (совместно с Валерием Павлинчуком, Николаем Работновым, Валентином Турчиным).

### Околонаучный юмор
- Физики шутят / Сост. Ю. Конобеев, В. Павлинчук, Н. Работнов, В. Турчин. — М.: Мир, 1966.
- Физики продолжают шутить / Сост. Ю. Конобеев, В. Павлинчук, Н. Работнов, В. Турчин. — М.: Мир, 1968.